# Ender Mühlenbach
Der Ender Mühlenbach ist ein etwa zwei Kilometer langer, rechtsseitiger und westlicher Zufluss des Herdecker Bachs in Herdecke im Ennepe-Ruhr-Kreis in Nordrhein-Westfalen.

## Geographie

### Verlauf
Der Ender Mühlenbach entsteht am Südrand der geschlossenen Bebauung der Bauernschaft Westende im Stadtteil Ende auf etwa 182 m ü. NHN rund 300 Meter östlich des Herdecker Gemeinschaftskrankenhauses an der Nordseite der nach Herdecke selbst führenden Ender Talstraße. Zwischen der Ortsbebauung und der Talstraße läuft er ostnordostwärts und durchfließt dabei ein paar Kleinteiche. Etwa wo diese am Anschluss der Straße Herbracke in die Talstraße endet, nimmt er erst von links einen zuletzt verdolten Zufluss auf, der in einem Wäldchen zwischen Westende und Kirchende entsteht, dann gleich von rechts einen Wiesenbach entlang der Straße Kemnade.
Am einzeln stehenden Haus Kallenberg wenden Talstraße und Bach sich nach Süden, der Mühlenbach durchläuft einen etwas größeren Teich im Zulaufwindel des Kallenberger Wegs, wechselt auf die andere Straßenseite und läuft dann ein letztes, etwa 359 m langes Stück verrohrt ostwärts am Nordrand von Herdecke, bis er dort etwas vor dem Feuerwehrmagazin auf etwa 121 m ü. NHN von rechts in den Herdecker Bach mündet.
Der Ender Mühlenbach mündet nach 2,2 km langem Lauf mit mittlerem Sohlgefälle von etwa 27 ‰ rund 62 Höhenmeter unterhalb seines Ursprungs. Außer den erwähnten hat er noch zwei weitere, kürzere Zuflüsse.

### Einzugsgebiet
Das Einzugsgebiet des Ender Mühlenbach umfasst 2,2 km² und liegt im Ardeygebirge. Es grenzt im Westen an das des fast gegenläufigen Selmkebachs oder Enderbachs, der ebenfalls nahe dem Krankenhaus entsteht und direkt in die Ruhr mündet. Im Nordwesten grenzt kurz Einzugsgebiet des Kermelbachs an, der über den Borbach noch etwa tiefer in die Ruhr entwässert, während im übrigen Norden der Kirchender Bach konkurriert, der vorige Zufluss des Herdecker Bachs, und im Süden jenseits eines trennenden Waldbergrückens die tief eingegrabene Ruhr selbst durch den Harkortsees westwärts läuft.